# Grosser Preis des Kantons Aargau 2002
Il Grosser Preis des Kantons Aargau 2002, trentanovesima edizione della corsa, si svolse il 16 giugno su un percorso di 196 km, con partenza e arrivo a Gippingen. Fu vinto dall'italiano Giuseppe Palumbo della De Nardi davanti ai suoi connazionali Alberto Ongarato e Paolo Lanfranchi.

## Ordine d'arrivo (Top 10)
| Pos. | Corridore            | Squadra              | Tempo    |
| ---- | -------------------- | -------------------- | -------- |
| 1    | Giuseppe Palumbo     | De Nardi             | 4h46'55" |
| 2    | Alberto Ongarato     | De Nardi             | a 10'01" |
| 3    | Paolo Lanfranchi     | Index-Alexia         | s.t.     |
| 4    | Andrej Hauptman      | Tacconi Sport-Emmegi | s.t.     |
| 5    | Francesco Casagrande | Fassa Bortolo        | s.t.     |
| 6    | Laurent Dufaux       | Alessio              | s.t.     |
| 7    | Rubén Lobato         | Acqua & Sapone       | s.t.     |
| 8    | Niki Aebersold       | Team Coast           | s.t.     |
| 9    | Kyrylo Pospjejev     | Acqua & Sapone       | a 10'03" |
| 10   | Remmert Wielinga     | De Nardi             | a 10'04" |